# Shi Shen
Shi Shen, auch Shi Shenfu, war ein chinesischer Astronom und Astrologe des 4. Jahrhunderts v. Chr.
Er ist einer der frühesten namentlich bekannten chinesischen Astronomen. Wie sein Zeitgenosse Gan De verfasste er einen Sternenkatalog mit Koordinaten. Spätere Astronomen kompilierten Kataloge, die sich auf die von Gan De und Shi Shen bezogen (Gan Shi xing jing). Chen Zhuo, der im 3. Jahrhundert n. Chr. wirkte, bezog sich in seinen Konstellationen und deren Benennung auf die beiden und den legendären, noch älteren Astronomen Wu Xian der Shang-Dynastie.
Seine Werke sind nicht erhalten, aber teilweise überliefert im Kaiyuan Zhanjing (Kaiyuan Abhandlung über Astrologie, zwischen 718 und 726 n. Chr. zusammengestellt). Darunter sind auch einige die ältesten überlieferten Beobachtungen von Sonnenflecken, deren älteste datierte Erwähnung allerdings im Han Shu erfolgte.
1970 wurde der Mondkrater Shi Shen nach ihm benannt.